# François-Xavier Coudert
Pour les articles homonymes, voir Coudert.
François-Xavier Coudert, né le 5 juin 1982, est un chimiste français, directeur de recherche au CNRS, à l'Institut de Recherche de Chimie Paris (CNRS, Université PSL / Chimie ParisTech), et professeur attaché à l'École normale supérieure. Spécialiste des matériaux nanoporeux et des interfaces fluide/solide, il développe des méthodes de modélisation moléculaire pour comprendre les propriétés physiques et chimiques de ces systèmes.

## Biographie
François-Xavier Coudert a été étudiant de l'École normale supérieure et de l'Université Paris-Sud, où il a obtenu son doctorat en 2007, pour des travaux portant sur L'eau et l'électron hydraté en milieu confiné : des propriétés physico-chimiques à la réactivité, sous la direction d'Anne Boutin. Après un post-doctorat à University College London, il est recruté comme chargé de recherche au CNRS en 2008, dans un laboratoire de Chimie ParisTech. François-Xavier Coudert passe son habilitation à diriger les recherches à l'Université Pierre et Marie Curie en 2013. Il devient directeur de recherche au CNRS en 2019, et professeur attaché à l'École normale supérieure - PSL.
Il a participé à plusieurs émissions de La Tête au carré (sur France Inter) et La méthode scientifique (sur France Culture), pour parler du tableau périodique des éléments,, de son histoire, des propriétés de l'eau, et de la capture du CO2. Il a été l'auteur d'un dossier du magazine La Recherche, Le règne des matériaux poreux sur mesure, en février 2018.
Il intervient également régulièrement sur les sujets de l'édition scientifique, de l'open access, et de la science ouverte. Il est membre du conseil scientifique de chemRxiv, le principal serveur de preprints en chimie.
Il fait partie des chimistes interrogés par Nature Chemistry pour brosser un portrait des perspectives de la discipline à l'occasion des 10 ans de la revue.

## Distinctions
- International Award for Creative Work, de la Japan Society of Coordination Chemistry, 2018[12]
- Emerging Investigator, Chemical Communications, 2017[13]
- Membre distingué junior de la Société Chimique de France, 2015[14]
- Prix Jeune Chercheur de la Division de Chimie Physique (SCF / SFP), 2015[15]

## Travaux notables
- F. Vallejos-Burgos, F.-X. Coudert and K. Kaneko, “Air separation with graphene mediated by nanowindow-rim concerted motion”, Nature Communications, 2018
- R. Gaillac, P. Pullumbi, K. A. Beyer, K. W. Chapman, D. A. Keen, T. D. Bennett and F.-X. Coudert, “Liquid metal-organic frameworks”, Nature Materials, 2017
- T. D. Bennett, A. K. Cheetham, A. H. Fuchs and F.-X. Coudert, “Interplay between defects, disorder and flexibility in metal-organic frameworks”, Nature Chemistry, 2017
- S. Krause, V. Bon, I. Senkovska, U Stoeck, D. Wallacher, D. M. Többens, S. Zander, R. S. Pillai, G. Maurin, F.-X. Coudert and S. Kaskel, “A pressure-amplifying framework material with negative gas adsorption transitions”, Nature, 2016
- D. Corradini, F.-X. Coudert and R. Vuilleumier, “Carbon dioxide transport in molten calcium carbonate occurs through an oxo-Grotthuss mechanism via a pyrocarbonate anion”, Nature Chemistry, 2016